# برای پسرش
برای پسرش (انگلیسی: For His Son) یک فیلم صامت آمریکایی به کارگردانی دی. دبلیو. گریفیث است که در سال ۱۹۱۲ منتشر شد. از بازیگران آن می‌توان به چارلز وست، دورتی برنار، ادوارد دیلان، و دل هندرسون اشاره کرد. در حال حاضر نسخه‌ای از فیلم هنوز وجود دارد.